# League of Legends
League of Legends (в переводе с англ. — «Лига легенд»), сокращённо LoL — многопользовательская компьютерная игра в жанре MOBA, разработанная и выпущенная американской компанией Riot Games в 2009 году для платформ Microsoft Windows и macOS. Игра была разработана по образу и подобию DotA — пользовательской карты (модификации) для Warcraft III. Она распространяется бесплатно, по модели free-to-play; создатели игры получают доход за счёт продажи косметических предметов для персонажей.
В ходе каждого матча игры две команды по пять игроков противостоят друг другу на карте особого вида; каждый игрок управляет одним персонажем-«чемпионом» — эти чемпионы отличаются характеристиками и способностями и лучше подходят для той или иной роли в команде. В течение матча чемпионы зарабатывают очки опыта и золото, могут получать новые способности, улучшать свои характеристики и приобретать предметы. В основном режиме игры каждая команда должна уничтожить вражеский «нексус» — особое ценное сооружение на карте — и не дать команде противника уничтожить свой нексус.
League of Legends является одной из самых популярных игр в мире — в 2019 году количество одновременно присутствующих в ней игроков достигало 8 миллионов. Это также одна из крупнейших киберспортивных дисциплин, включающая в себя профессиональные лиги и чемпионат мира. Вокруг игры была выстроена медиафраншиза, включающая в себя побочные игры, в том числе мобильные и настольные, комиксы, музыкальные клипы и анимационный сериал.

## Игровой процесс

Скриншот из игры. Битва на реке за нейтральный объект (Дракона).

### Основы
Подобно игровым видам спорта, игра в League of Legends происходит в виде отдельных партий (сессий). Чтобы сыграть игру в определённом режиме, необходимо подать заявку и дождаться автоматического подбора игроков для следующей партии. Подбор осуществляется с учётом рейтинга игрока в соответствующем режиме. Игровая сессия обычно длится 15—50 минут, в зависимости от режима. Каждая игра начинается «с чистого листа», то есть все игроки имеют одинаковый наименьший начальный уровень, стартовое количество ресурсов.
Цель большинства режимов игры — последовательное уничтожение всех вражеских строений, защищающих главное здание на базе команды — нексус. Команда, разрушившая нексус, побеждает, а другой засчитывается поражение. На подходах к нексусу расположены башни и ингибиторы. Являясь оборонительными сооружениями, башни ведут огонь по приближающимся вражеским целям, отдавая приоритет неигровым персонажам — миньонам, запрограммированным на движение по определённой линии в направлении вражеского нексуса и т. п., атакуя чемпионов в самую последнюю очередь. После уничтожения вражеского ингибитора волны союзных миньонов получают суперминьонов. Добивание миньонов, нейтральных монстров в лесу и уничтожение строений приносит чемпиону очки опыта, которые повышают уровень чемпиона, и золото, необходимое для покупки предметов, усиливающих его характеристики.
Каждый игрок имеет возможность контролировать только своего одного чемпиона (за некоторыми исключениями), но в зависимости от набора его умений может определённым образом взаимодействовать с персонажами других игроков (лечить, ускорять, улучшать характеристики, атаковать и т. п.). Одной из важных целей и составляющих игры являются убийства вражеских чемпионов, за первую кровь(первое убийство) чемпиона в игре даётся больше золота, чем за обычное убийство. Если чемпион погибает, через некоторое время он оживает на своей стартовой базе. В отличие от стратегий реального времени, игрок не может управлять миньонами, модификация строений не предусмотрена.
Управление перемещением чемпиона в игре по умолчанию осуществляется мышкой, а использование навыков и предметов — клавишами клавиатуры.

### Игровые режимы с подбором игроков

#### Ущелье призывателей

Упрощенное представление Ущелья призывателей. Желтые дорожки — это «линии», по которым маршируют бесконечные волны войск, известных как миньоны; синие и красные точки — это оборонительные башни, которые защищают линии. Нексусы, конечная цель игры, внутри баз команд. Пунктирная чёрная линия — это «Река», что разделяет стороны.

На карте под названием Ущелье призывателей происходят игры в формате «5 на 5». Это старейшая и самая популярная карта, которая имеет форму квадрата, в двух противоположных вершинах которого находятся базы команд (в левой нижней — синей, в правой верхней — красной). Базы соединены тремя путями — линиями (названия которых соответствуют их расположению: верхняя(топ) проходит вдоль левого и верхнего края карты, нижняя(бот) проходит по нижнему и правому краю карты, средняя(мид) — проходит напрямую по диагонали. Также вдоль другой диагонали карты проходит река, которая пересекает все пути, а между линиями находится лес, с дополнительными путями в нём.
Вдоль каждой линии расположено 6 башен — по три у каждой команды на своей половине линии, за уничтожение первой башни в игре даётся больше золота. Кроме этого, на базе каждой из команд находятся три ингибитора — сооружения, для уничтожения каждого из которых сопернику необходимо разрушить все башни команды на соответствующей линии. Каждый ингибитор защищён одной башней. При уничтожении ингибитора, к миньонам команды, разрушившей ингибитор, которые идут по этой линии, присоединяются усиленные суперминьоны. Разрушенные ингибиторы восстанавливаются через определённое время, тогда как башни — нет. После восстановления ингибитора, новые суперминьоны перестают производиться. После повторного уничтожения ингибитора количество производимых суперминьонов растёт на 1. Ещё две башни расположены «на последнем рубеже» — перед самим нексусом. Разрушить нексус и, соответственно, одержать победу, можно только после разрушения обеих башен, которые, в свою очередь можно атаковать только когда как минимум один из ингибиторов находится в уничтоженном состоянии.
В лесу находятся нейтральные монстры, убийство которых тоже приносит золото и опыт, а некоторые из них — ещё и временный усиливающий эффект. Также в разных частях реки находятся три уникальных монстра-босса: Дракон, убийство которого даёт постоянное усиление для каждого чемпиона команды (вид усиления зависит от стихии убитого дракона), Герольд Бездны, оставляющий после своей смерти свой глаз (реликвию), подобравший её чемпион способен призвать герольда бездны на сторону своей команды для уничтожения башен, и Барон Нашор, убийство которого даёт мощный временный баф (Длань Барона) для всех членов команды.
Время восстановления убитых лесных монстров, монстров-боссов, ингибиторов является постоянным, а контроль за ними — неотъемлемой составляющей успешной игры.
Типы очередей:
- Обычная (выбор вслепую) — очередь без начисления рейтинговых очков и предварительного выбора позиции. По нахождении игры, игроки одновременно выбирают себе желаемых чемпионов, не зная выбора соперника до начала игры.
- Обычная (режим выбора) — очередь без начисления рейтинговых очков с предварительным выбором позиции. По нахождении игры, каждый из игроков способен сделать блокировку нежелательного чемпиона, при этом игроки вражеской команды не могут видеть, каких чемпионов заблокировала ваша команда, пока не начнётся стадия выбора чемпионов. В данном формате игроки видят блокировки и выбор соперников, что позволяет предсказать их стратегию, и выбрать чемпионов, которые удачнее будут противостоять команде врага.
- Ранговая одиночно-парная (режим выбора) — в зависимости от результатов игр игроки получают и меняют свой рейтинг. Для участия в этом режиме игрок должен достичь 30 уровня призывателя и разблокировать как минимум 20 чемпионов[18]. Также в этом режиме можно участвовать в паре с одним другом.
- Ранговая гибкая (режим выбора) — очередь, аналогичная ранговой одиночной/парной, для групп от 1 до 5 игроков (но не 4). Рейтинг исчисляется отдельно от рейтинга одиночной/парной очереди.

Рейтинг игроков/команд формируется по принципу дивизионов: существует 7 рангов (железо, бронза, серебро, золото, платина, изумруд, алмаз), в каждом из которых находится по 4 дивизиона (от IV до I), и три высоких ранга без разделения на дивизионы: мастер, грандмастер и претендент. За победы начисляются очки лиги (англ. League Points, LP), за поражения они снимаются.
| IV | III | II | I | IV | III | II | I | IV | III | II | I | IV | III | II | I | IV | III | II | I | IV | III | II | I | IV | III | II | I |  |

Так выглядит Ущелье призывателей в игре

Чтобы подняться в дивизионе (например, из «серебра IV» в «серебро III»), игрок должен заработать на нём 100 очков лиги. Чтобы подняться в ранге (например, из «платины I» в «изумруд IV»), нужно выиграть 2 из 3 игр повышающей серии. Также возможно понижение в дивизионах/рангах при потере очков. По несколько иной системе осуществляется переход между дивизионами мастеров и претендентов: каждые сутки определённое количество лучших по количеству набранных очков «мастеров» повышается, заменяя «претендентов», которые имеют худшие результаты. Также, в рангах мастера и претендента нет разделения на дивизионы и нет ограничения на количество очков лиги. По окончании сезона, игроки, достигшие определённого ранга (обычно, золотого), получают игровые награды, а все набранные рейтинги обновляются путем частичного или полного сброса.
До введения с начала третьего сезона дивизионно-ранговой системы, рейтинги в League of Legends высчитывались и отражались по системе Эло.
В третьем сезоне было невозможно упасть в дивизионе или ранге за негативные результаты, только из-за неактивности. Это привело к потере мотивации игроков к серьёзной игре после достижения определённых результатов, вследствие чего с начала четвёртого сезона было введено понижение в уровнях/дивизионах.

#### Проклятый лес

Карта Проклятый лес

Игры в классическом режиме «3 на 3» играют на карте Проклятый лес (англ. Twisted Treeline). Она была добавлена в игру сразу после бета-тестирования, но доступна только в тренировочном режиме. Через полгода карта стала доступна и для обычных игр, а в конце 2012 года была переработана.
Проклятый лес примерно вдвое меньше Ущелья призывателей и представляет собой карту с двумя базами (на востоке и западе), каждая из которых имеет по два выхода, которые соединены двумя линиями (верхней и нижней) с противоположными выходами базы соперника. На каждой линии расположена одна башня каждой из команд, ещё по одной башне есть возле выхода с базы, за каждой из которых расположен ингибитор команды. Между ингибиторами расположена одна последняя башня, которая защищает нексус. Здесь действуют те же правила, что и на Ущелье призывателей: ингибитор можно разрушить уничтожив перед ним все башни на линии; после уничтожения ингибитора соперника, команда получает на этой линии дополнительных суперминьонов; со временем ингибитор восстанавливается. Целью так же является уничтожение вражеского нексуса.
Особенностью режима является то, что чемпионы начинают игру, имея почти вдвое большее количество золота и частично другие предметы в магазине, чем в Ущелье призывателей, а в лесу, который располагается между линиями, кроме лесных монстров и путей размещаются два алтаря. Команда может захватить алтарь соперника, простояв на нём определённое время. Каждый из захваченных и удерживаемых алтарей даёт команде дополнительные преимущества. На карте есть эпический монстр-босс — Вайлмо (англ. Vilemaw), который находится севернее верхней линии, и даёт временный бонус команде, которая его убила.
На карте Проклятый лес можно играть в следующих очередях:
- Обычная (выбор вслепую).
- Ранговая гибкая (режим выбора).

Режим «Проклятый лес» был отключён в 2019 году.

#### Воющая бездна

Карта Воющая бездна

ARAM — All Random All Mid (рус. все случайные, все по центру) — режим, сформировавшийся из развлекательного формата игры, который ранее проводился в Ущелье призывателей через создание своих игр. Происходит на карте Воющая бездна (англ. Howling Abyss), которая имеет вид прямого моста и представляет собой одну классическую диагональную линию. Каждая команда имеет две башни, защищающие нексус, ингибитор и две башни вдоль линии. Других линий, леса и эпических монстров нет, однако вдоль линий расположены «аптечки», которые периодически восстанавливаются после использования. ARAM был добавлен в игру 30 апреля 2013 года во время игрового события про Фрельйорд (патч 3.6).
Цель режима такая же, как и в привычном «5 на 5» — разрушить нексус соперника, в чём также помогают миньоны. Особенностью является то, что перед началом игры каждый из десяти игроков (игры проходят 5 на 5) выбирает чемпиона не сам, а получает его случайно среди имеющихся у него. Также игра начинается с бо́льшим количеством стартового золота и третьим уровнем у чемпионов. На карте также ускорено восстановление здоровья и ресурса (мана, энергия и пр.), накопления золота; несколько изменены наборы предметов и тому подобное. В отличие от других режимов, игрок не может использовать способность телепортации на стартовую платформу, кроме того, пребывание на ней не ускоряет восстановление показателей здоровья, как в других режимах, а покупать предметы можно только после смерти своего чемпиона.
Игра в ARAM возможна в обычном (нерейтинговом) режиме игры с возможностью приглашения друзей в свою команду.

### Специальные игровые режимы

#### Против ботов
Против ботов — категория, содержащая режимы в формате «5 на 5» и «3 на 3» (при существовании режима «Проклятый лес»), с тем отличием, что команда игроков сражается против ботов (англ. bots) — чемпионов, управляемых искусственным интеллектом заданного уровня сложности. Обычно этот режим используется для тренировок и приобретения опыта новыми игроками. Существует 67 чемпионов-ботов. Категория игр с ботами была добавлена в игру 10 марта 2011 года (12 чемпионов для ИИ и отсутствие поддержки Доминиона). 1 февраля 2012 года режим получил увеличение количества доступных чемпионов для ботов до 40 и поддержку Доминиона. 16 апреля 2014 года в патче 4.5 боты получили существенные усовершенствования искусственного интеллекта.

#### Своя игра
Своя игра — раздел, который содержит инструмент для создания собственных игр с нестандартными свойствами: размером команд, картой, порядком избрания чемпионов. Обычно используется для создания игр против конкретных игроков-соперников, поскольку через автоматизированную систему поиска игр в других режимах невозможно выбирать противников. Также категория содержит инструмент для присоединения к официальным турнирам через ключ доступа. К чужим играм возможно присоединяться по приглашению или вручную, выбрав их из списка имеющихся (доступ можно закрыть паролем). Часто используется для создания неофициальных развлекательных режимов, таких как: гонки по карте, защита «королевы», «прятки» и другие.

#### Обучение
Обучение — раздел, объединяющий игровые обучающие режимы разного уровня сложности для новых игроков.
- Начальный уровень наставничества проходит на карте Воющая бездна и учит игрока основам, таким как: передвижение и атака, избегание угрозы от башен при отсутствии рядом союзных миньонов, использование умений чемпионов и заклинаний призывателя. На этом уровне невозможно умереть.
- Боевая тренировка объясняет игроку более практические аспекты игры путем последовательной постановки задач (квестов) для выполнения: от покупки предметов до зачистки лагерей лесных монстров. Проходит в Ущелье призывателей. Игрок может выбрать для игры одного из трёх чемпионов и в процессе знакомится с миникартой, добиванием миньонов, ультимативными и пассивными умениями, лесом, особенностями поведения на линиях и др.

#### Временные игровые режимы
Время от времени появляются специальные режимы с изменениями в условиях и правилах игры. До 2016 года временные игровые режимы появлялись в игре в основном только один раз на короткий период времени во время праздников. С апреля 2016 года начала работать «Очередь со сменой режима», где каждые выходные добавляют в игру один из временных режимов.
| Режим                                     | Описание |  |
| ----------------------------------------- | --- |  |
| Магматический зал                         | Magma Chamber (Магматический зал) — Поле Правосудия для игр «1 на 1» и «2 на 2», которое сначала было официально анонсировано как отдельная карта, но позже переработанная в Доминион и отменённая. Карта использовалась во время развлекательного турнира All-Star 2013 в Шанхае. Использованный на турнире Магматический зал напоминал Воющую бездну в другом убранстве. Игра на этом поле продолжалась до выполнения одной из команд двух из трёх условий победы: убить 100 миньонов, снести башню, пустить Первую кровь (1 на 1) или 2 убийства (2 на 2). Оригинальный Магматический зал был похож по структуре на Кристальный каньон и планировался как самая крупная по размеру игровая карта с разнообразными лесными монстрами, дающими усиления, площадками для телепортации и другими особенностями. |  |
| Снежная схватка                           | Showdown Snowdown (Снежная схватка) — игровой режим, который временно был доступен во время события, приуроченного к зимним праздникам в конце 2013 — начале 2014 года. Проходил на карте Воющая бездна с условиями турнирной вариации Магматического зала — в форматах «1 на 1» или «2 на 2», причём для победы необходимо первым выполнить две из трёх условий (см. выше). На All-Star 2014 в Париже в этом режиме проходили игры развлекательной части турнира среди профессиональных игроков. |  |
| Гексакилл                                 | Гексакилл — режим, который был доступен с 20 февраля по 2 марта 2014 года. Абсолютно идентичный стандартному режиму Ущелья призывателей, с той лишь разницей, что каждая из команд состояла из 6 игроков, а не из 5. Название соответствует максимально возможному количеству убийств одним игроком в непрерывной схватке (в классическом режиме — это пентакилл). |  |
| Все за одного и Все за одного: зеркальный | Все за одного — модификация, которая была доступна для всех карт с 22 ноября по 2 декабря 2013 года. Суть её заключалась в том, что все игроки команды играли одинаковым чемпионом, который избирался голосованием перед началом игры, а в случае равенства голосов — случайно. С 29 мая по 8 июня 2014 года модификация была повторно активирована только для Воющей бездны, но теперь за определённого чемпиона играли не только игроки своей команды, но и соперники. |  |
| Ультра Разрушительный Формат (У. Р.Ф)     | УРФ — Ультра Разрушительный Формат (англ. Ultra Rapid Fire) — был временно добавлен ко Дню смеха в 2014 году (с 1 по 13 апреля) для игр в обычной очереди «5 на 5» и игр против ботов в Ущелье призывателей. Сначала, в шутку, был анонсирован как «будущее Лиги Легенд». Отличался от привычной игры значительно более коротким временем восстановления умений, неограниченными ресурсами чемпионов, более высокой скоростью движения, ускоренным накоплением золота и некоторыми другими изменениями. Как результат — игры в этом режиме стали сверхбыстрые и весёлые. Вскоре некоторые чемпионы были отключены от этого режима из-за их чрезмерной силы в заданных условиях. |  |
| Вознесение                                | Режим, где две команды по пять человек соревнуются за право отнять усиление Вознесения у Древнего вознёсшегося Зерата, чтобы использовать эту силу для покорения Кристального каньона. Игра проходит на карте Кристальный каньон 5х5. |  |
| Легенда о короле поро                     | Игровой режим, впервые появившийся во время Снегопадня 2014. В 2016-м был добавлен в «Очередь со сменой режима». В этом режиме вместо обычных заклинаний призывателя два специально придуманных к этому режиму заклинания. Используя эти заклинания можно призвать на свою сторону босса — Короля Поро. Игра проходит 5х5 на карте Воющая бездна. |  |
| Вовсе не Доминион                         | Оригинальный режим игры «Доминион» изначально планировался как постоянный режим в LoL. Но из-за малой популярности он как постоянный режим был упразднён. Но вскоре был заново возрождён в «Очереди со сменой режима». Идея осталась та же — «захвати и удерживай», но слегка изменились правила и карта. Режим 5х5; карта — переработанный Кристальный каньон. |  |
| Кошмарные боты                            | Кошмарные боты — ужасающий уровень сложности игры против ботов, доступный с 17 по 27 июля 2014 года. Заключается в «мутации» чемпионов-ботов, что даёт им чрезмерно усиленные навыки: увеличение зоны действия способностей (например, втрое больший Тибберс чемпиона Энни) и их количества (например, 12 лучей Абсолютного умения Люкс вместо одного), получения дополнительных навыков (например, пассивная способность Пантеона у Морганы) от других чемпионов и т. д. Также на карте иногда случайно появляются объекты, которые усложняют игру (замедляют, пугают и т. п). |  |
| Осада Нексуса                             | Режим с попеременной осадой и защитой только одного Нексуса. Сперва одна команда атакует, а другая защищается, потом команды меняются ролями. Победа достаётся той команде, которая быстрее взорвала базу. Атакующая сторона имеет возможность ставить осадные орудия, усиливающие их миньонов и ослабляющие башни врага. Защищающиеся могут улучшать свои башни. Золото и опыт поступают обеим командам в равной степени. Сражения происходят на красной половине Ущелья призывателей. Командам невозможно пройти на реку из-за блокирующих стен. Команда Синих (внизу слева) всегда Атакующая команда, а команда Красных (вверху справа) — Защищающаяся. Синяя команда должна как можно быстрее уничтожить Нексус. Чем дольше красная команда защищает Нексус, тем больше времени у них, когда команды поменяются. Если к 20 минуте Синяя команда не смогла уничтожить Нексус, команды меняются ролями. Таким образом, у обеих команд не более 20 минут для достижения своей цели. |  |
| Звёздные Защитники                        | Команда из игроков участвует в сражении с врагами, управляемыми ИИ. Есть несколько уровней сложности и выбор чемпионов ограничен маленьким выбором из персонажей, которые на тот момент имели образы звёздных защитников. |  |

## Призыватель
Каждый игрок (в игре именуется призыватель, англ. summoner) имеет собственный профиль с выбранным никнеймом, уровнем, рейтингом, списком друзей, настройками и статистикой. Максимальный игровой уровень не ограничен. На 30 уровне становятся доступны ранговые игры.

### Синяя эссенция/BE
За сыгранные матчи игроки получают опыт к уровню, после поднятия его на аккаунт приходят подарки от создателей (различные капсулы чести). Капсулы содержат в себе синюю эссенцию, осколки чемпионов, эмоции, осколки тотемов и иные бонусы. Синюю эссенцию также можно получить за счёт выполнения ежедневных заданий, ивентов, и хекстековского ремесла. Конвертировав в игру реальные деньги, игрок получает валюту, которую нельзя заработать игровым путём — RP.
За RP можно приобретать чемпионов, образы для них, их цветовые схемы, ускорители получения уровня призывателя, иконки, страницы рун, эмоции и трансферы на серверы других регионов.

### Руны
Руны — наборы усовершенствований, которые призыватель комбинирует для своих чемпионов перед началом игры. Игрок может комбинировать руны в различные наборы, которые называются страницами рун, а перед началом игры выбрать или создать необходимую страницу, что наиболее подходит к определённому чемпиону и игровой ситуации.
С целью упорядочения, руны делятся на:
- Колдовство (усиленный урон с умений, повышение эффективности использования ресурсов);
- Точность (усиленный урон с автоатак, увеличение урона в продолжительном бою);
- Доминирование (повышение мобильности, увеличение урона в секунду);
- Храбрость (увеличение защитных характеристик, урон по башням);
- Вдохновение (скорость перезарядки, восстановление здоровья, дополнительные ресурсы)

## Чемпионы
В League of Legends 170 чемпионов (на 12.03.2025), обладающих уникальными умениями, внешним видом и историей. В среднем, чемпион обладает пятью умениями (четыре активных и одно пассивное). Одно из этих умений, доступное с самого начала игры и действующее на протяжении всей игры, называется Пассивным. Оставшиеся четыре умения изучаются и совершенствуются с ростом уровня чемпиона. В одном игровом матче чемпион может достичь максимум 18-го уровня. Три из четырёх умений (базовые) могут изучаться на любом уровне (однако умение не может быть улучшено, если новый уровень умения больше, чем половина уровней чемпиона); четвёртое, так называемое Абсолютное умение (разг. Ультимейт), может быть изучено и улучшено на уровнях 6, 11 и 16. Таким образом, любое из трёх базовых умений может быть развито пять раз, а Абсолютное умение три раза. Однако, есть исключения, например, чемпион Удир, не имеет ультимейта, но имеет четыре базовых умения с возможностью пятикратного улучшения, но в общей сложности не больше 18. Другой пример: чемпионы Нидали и Джейс, Абсолютные умения которых доступны на 1 уровне и не требует изучения; их использование заменяет набор базовых умений на другой.
Кроме того, каждый чемпион занимает, исходя из своих умений, определённую роль в команде. Некоторые чемпионы могут исполнять несколько ролей. При этом в игре два основных вида урона — физический и магический. Сбалансированная команда, как правило, включает в себя чемпионов наносящих как физический, так и магический урон, но, конечно, в игре не запрещается брать любого понравившегося чемпиона на любую линию. Кроме того, одни чемпионы атакуют с расстояния, другие только в ближнем бою.
| Роль      | Описание |
| --------- | --- |
| Убийца    | Убийцы способны устранить вражеского чемпиона в считанные секунды с помощью смертоносной комбинации автоатак и умений. Их можно узнать по следующим характерным чертам: - Высокой скорости передвижения - Умения, которые позволяют быстро менять позицию и маневрировать - Способности наносить огромный мгновенный урон (за счёт силы атаки или силы умений) |
| Стрелок   | Стрелок атакует врагов на расстоянии и, как правило, сосредотачивается на том, чтобы наносить одной цели большой урон последовательными автоатаками. Стрелкам свойственны следующие отличительные черты: - Они похожи на «стеклянную пушку», способную нанести огромный урон, но разбивающуюся от пары-тройки ударов; - Могут атаковать на расстоянии; - Наносят большой урон автоатаками;                                                                                                 |
| Воин      | Эти чемпионы способны наносить и получать значительное количество урона. В любой битве они обычно находятся на передовой, и для них характерны следующие черты: - Они предпочитают ближний бой; - Могут выдержать достаточно урона и при этом остаться в живых; - И показатели атаки и защиты, как правило, сбалансированы, хотя и не равны; |
| Маг       | Маги полагаются на свои умения для нанесения урона, который увеличивается с ростом их силы умений. У них есть и другие черты, которые помогают отличить их от остальных чемпионов: - Магам приходится более внимательно следить за расходом своей маны, чем остальным; - Умения весьма разнообразны: они могут как наносить огромный мгновенный урон одиночной цели, так и осуществлять разрушительные атаки по площади; - Они довольно уязвимы, пока их умения перезаряжаются;            |
| Поддержка | Тех, кто помогает команде, усиливая союзников и ослабляя врагов, называют чемпионами поддержки. У этих чемпионов есть несколько специфических особенностей, которые отличают их от остальных ролей: - Контроль (способность оглушать или замедлять врагов); - Умения, которые позволяют восстанавливать здоровье союзников, ускорять их или усиливать их атаку или защиту; - Умения, которые ослабляют атаку или защиту соперников, уменьшают их скорость передвижения или запас здоровья; |
| Танк      | Это чемпионы, способные выжить после получения огромного количества урона. Их легко можно узнать по следующим характеристикам: - Они делают упор на защиту (запас здоровья, броню и сопротивление магии); - Наносят сравнительно небольшой урон; - Обладают мощными умениями контроля; |

Также чемпионы отличаются по своей стоимости, которая зависит от даты выхода чемпиона и уменьшается со временем. Стоимость чемпионов за синюю эссенцию может быть 450, 1350, 3150, 4800, 6300, 7800; за RP, соответственно: 260, 585, 790, 880, 975.
Для персонажа Джин была выставлена цена в 4444 синей эссенции
Для каждого чемпиона игрок, используя RP, может покупать дополнительные образы (англ. skins), косметические изменения, никаким образом не влияя на их игровые параметры. Образы отличаются по стоимости, в зависимости от характера изменений, например: самые дешёвые — меняют только визуальный вид чемпиона, самые дорогие — кардинально изменяют его вид, озвучивание, визуальные эффекты и тому подобное.

## Вселенная игры
Основным местом событий игры является измерение под названием Рунтерра. В Рунтерре чемпионы — герои и злодеи, со своей биографией, часто связанной с политической борьбой различных стран на континенте Валоран. Есть персонажи из другого мира, именуемого Бездной.
Вселенная раскрывается через истории о каждом из чемпионов (англ. lore), тематические события (как «Фрельйорд»), видеоролики: официальные (Get Jinxed, A Twist of Fate и др.) и фанатские (например, LaLaLaDemacia), публикуемых дневников разработчиков и концептов чемпионов, а также в виде реплик или вторичных заданий в игре.
До июня 2011 года разработчики публиковали издания «Журнала Правосудия», в котором стилизованно выкладывались игровые и сюжетные истории.
Вселенная игры прошла через две фазы: оригинальная, которая был каноном в период 2009—2014, и обновлённая, которая действует с 2014 года по настоящее время. Первоначальная версия вселенной строилась с попыткой объяснить действия, происходящие в игре. По оригинальной версии Валоран был под управлением чрезвычайно мощных магов, которые могли бы запугать другие народы в соответствии со своими капризами. Они создали Институт войны, также известный как Лига легенд, для разрешения споров, и который действовал вроде международной спортивной Лиги. В этих спорах, Призыватели (то есть игроки) могли управлять любым величайшим героем или злодеем, тем самым оправдывая, почему команда из 5 персонажей, которые все ненавидели друг друга, возможна. Кроме того, эти маги имели власть ослаблять персонажей до «уровня 1» перед каждым матчем, для большей справедливости. Силы некоторых персонажей даже были запечатаны Институтом войны из-за их слишком большой мощи, например, полубогинь Кейл и Морганы. Это объясняло, почему персонажи могут принимать участие в нескольких матчах и каждый раз заново переучивать способности. После матча «Судейство» иногда выносило вердикт, по которому выигравшие Призыватели могли подарить земли и привилегии тем, кому они благоволят.
Группа, работающая по вселенной игры в Riot Games, решила её «перезагрузить» в 2014 году из-за того, что фон игровых действий ограничивал развитие персонажей. Оригинальная история делала слишком большой акцент на безликих игроках-Призывателях и магах Института: «Сама идея всемогущих призывателей превратила чемпионов в нечто вроде марионеток под управлением богоподобных сил.» Любые интересные чемпионы, придуманные командой повествования, были в конечном счёте простыми прислужниками для Призывателей, не способными влиять на свою судьбу. Многим чемпионам вообще не было смысла участвовать в Институте, таким как Брэнд или Рек’Сай. Riot Games хотели перенести фокус на чемпионов и их собственные истории. Например, они выпустили сюжет о потерянной империи в пустыне Шурима, и сюжет о столкновении между пиратом Гангпланком и охотником на пиратов Мисс Фортуной в городе Билджвотер. Riot Games сравнивают такой стиль повествования с комиксами и классической литературой, где интересных персонажей ждёт множество приключений и не обязательно, чтобы они шли последовательно друг за другом. Побочным эффектом этого является то, что «LoL как игра — это увлекательный игровой процесс, а LoL как история — это создание глубоких, живых персонажей и фракций в постоянно развивающемся мире.»
Мир Рунтерры состоит из целого ряда стран и городов-государств, завязанных в паутину соперничества, альянса и конфликта. Два крупнейших и наиболее мощных государства — Демасия и Ноксус — вели войны в прошлом, и в настоящее время находятся в состоянии холодной войны, каждый ищет способ по-тихому напакостить другому. Демасийские чемпионы известны своим благородством и честью, в то время как Ноксус гордится хитростью, стратегией и беспощадностью. Пилтовер и Заун — два города-государства в авангарде технологий; стиль Пилтовера — «стимпанк», а Заун — это тёмное видение технологий, с этически сомнительными исследованиями. Фрельйорд — это ледяной регион, раздираемый трёхсторонней гражданской войной между соперничающими за королевский трон Эш, Седжуани, и Лиссандрой. Бандл Сити — мирная область йордлов, расы маленьких гуманоидов. Иония — островное государство с музыкой, монахами и ниндзя. Билджвотер — город-порт с пиратской тематикой. Сумрачные острова представляют собой цепь испорченных магией островов, находящихся под завесой чёрного тумана, высасывающего саму жизнь и питающего нежить. Шурима является падшей империей, потерянной в пустыне, с несколько египетской тематикой. Икатия — другой павший и заброшенный город с Лавкрафтовскими темами, откуда монстры из Бездны попадают в Рунтерру.
Ущелье призывателей находится в Институте войны из оригинальной сюжетной линии игры; Проклятый лес находится в Сумрачных островах; Воющая бездна находится во Фрельйорде.

## Разработка
| Системные требования | Системные требования                                                                | Системные требования                                                                         |
| -------------------- | ----------------------------------------------------------------------------------- | -------------------------------------------------------------------------------------------- |
|                      | Минимальные                                                                         | Рекомендуемые                                                                                |
| Microsoft Windows    |                                                                                     |                                                                                              |
| ОС                   | Windows XP (только Service Pack 3), Windows Vista, Windows 7, Windows 8, Windows 10 | Windows XP SP3, Windows Vista, Windows 7, Windows 8.1, Windows 10                            |
| ЦПУ                  | 2 ГГц с SSE2                                                                        | 3 ГГц                                                                                        |
| Объём ОЗУ            | 1 ГБ (2 ГБ для Windows Vista и новее)                                               | 2 ГБ (4 ГБ для Windows Vista и новее)                                                        |
| Место на диске       | 8 ГБ                                                                                | 12 ГБ                                                                                        |
| Видеокарта           | Видеокарта с поддержкой шейдеров 2.0 и DirectX v9.0c                                | Уровня Nvidia GeForce 8800/AMD Radeon HD 5670 (или любая дискретная GPU с 512MB видеопамяти) |
| Звуковая плата       | 100%-я DirectX 9.0c-совместимая звуковая карта                                      | 100%-я DirectX 9.0c-совместимая звуковая карта                                               |
| Устройства ввода     | клавиатура и мышь                                                                   | клавиатура и мышь                                                                            |
| Apple Mac            |                                                                                     |                                                                                              |
| ОС                   | Mac OS X 10.7.5 и новее                                                             | Mac OS X 10.7.5 и новее                                                                      |
| ЦПУ                  | 2 ГГц с SSE2                                                                        | 2 ГГц с SSE2                                                                                 |
| Объём ОЗУ            | 2 ГБ (очень рекомендуется 4 ГБ)                                                     | 4 ГБ                                                                                         |
| Место на диске       | 5 ГБ                                                                                | 10 ГБ                                                                                        |
| Видеокарта           | NVIDIA GeForce 8600M GT / ATI Radeon HD 2600                                        | NVIDIA GeForce GT 330M / ATI Radeon HD 4670 и мощнее                                         |
| Звуковая плата       | любая                                                                               | любая                                                                                        |
| Устройства ввода     | клавиатура и мышь                                                                   | клавиатура и мышь                                                                            |

Основателями компании Riot Games были Брэндон «Ryze» Бек и Марк «Tryndamere» Меррилл, которые были соседями по комнате в то время как они посещали Университет Южной Калифорнии. Они объединились со Стивом «Guinsoo» Фиком, бывшим дизайнером популярной карты Defense of the Ancients для игры Warcraft III: The Frozen Throne, и Стивом «Pendragon» Месконом, администратором бывшей официальной базы поддержки для карты, стали разрабатывать League of Legends. Используя оригинальную DotA, созданную Eul (оригинал Defense of the Ancients для Warcraft III: Reign of Chaos) в качестве основы, Guinsoo сделал DotA Allstars, вставив свой собственный контент, значительно расширив число героев, добавив рецепты и предметы, а также внеся различные изменения в игровой процесс. Затем Guinsoo передал карту в руки нового разработчика — IceFrog.
Идея духовного преемника Defense of the Ancients, отдельной игры с собственным движком, а не карты Warcraft III, стали воплощаться в конце 2005 года. League of Legends родилась, когда «несколько очень активных членов сообщества DotA посчитали, что геймплей был настолько весёлым и настолько инновационным, что она представляла собой рождение нового жанра и заслуживает того, чтобы быть отдельной профессиональной игрой со значительно расширенными возможностями и около-игровыми услугами».
Riot Games официально открыла свой офис в сентябре 2006 года, и в 2013 году имела более чем 1000 человек работающих над League of Legends.
О League of Legends впервые было объявлено 7 октября 2008. Игра была в закрытом бета-тестировании с 10 апреля по 22 октября 2009 г. Затем она перешла в открытое тестирование вплоть до релиза.

## Распространение

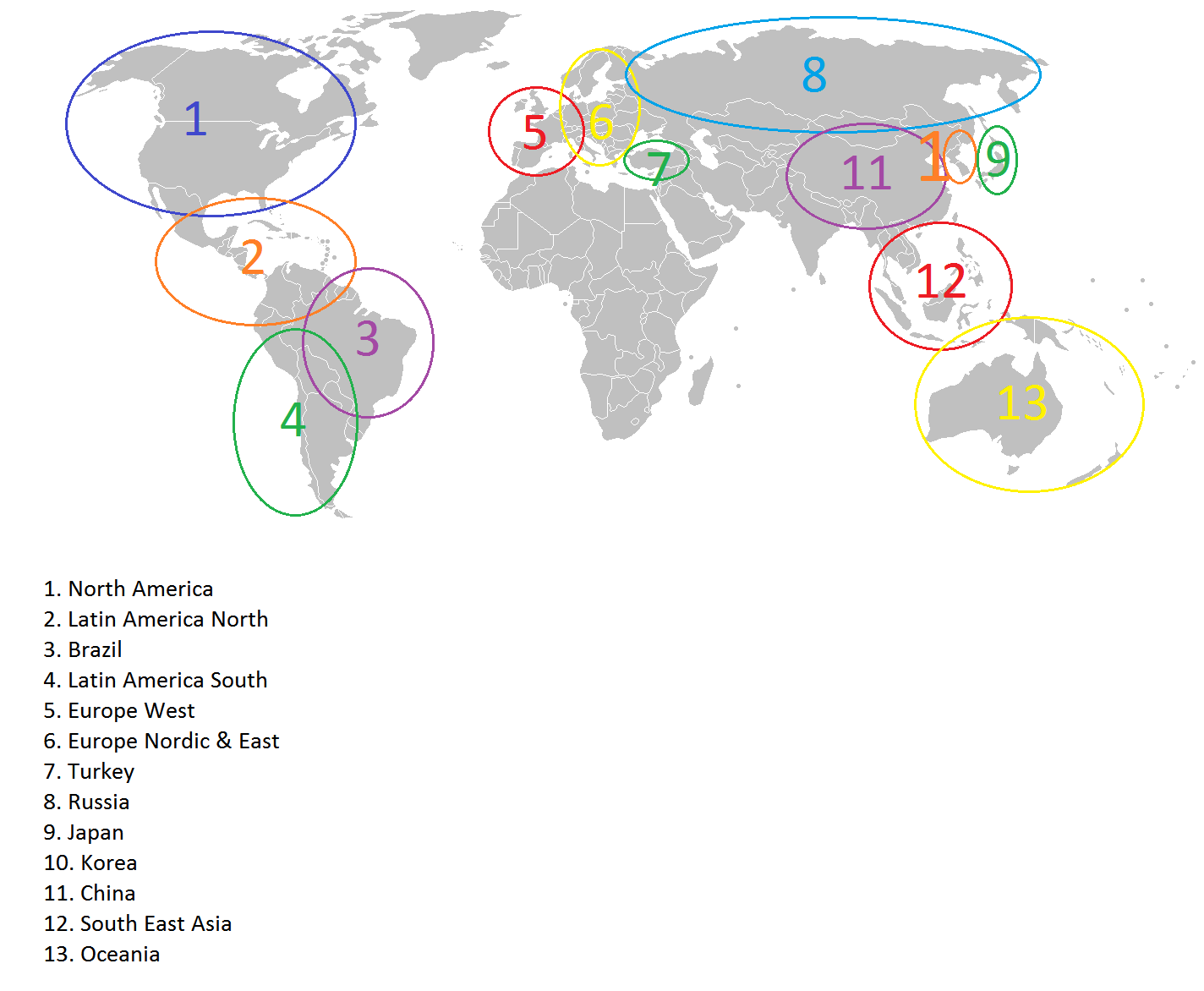
Карта серверов/регионов League of Legends

Riot Games самостоятельно издаёт и поддерживает игру в Северной Америке с момента выхода, поскольку главный офис компании располагается в США.
Для распространения в Европе Riot Games сначала заключило соглашение с GOA — игровым департаментом Orange и одним из крупнейших на то время игровых порталов. 13 октября 2009 года GOA объявило, что они ограничивают доступ для игроков из Европы на сервера Северной Америки и наоборот через разграничение лицензионных прав. Из-за неодобрительных отзывов аудитории относительно подобного решения, Riot Games пересмотрели его и отменили 16 октября 2009 года.
В июле 2009 Riot Games объявили, что игра будет распространяться бесплатно через Интернет, но также выпустили коллекционную DVD-версию игры — «Retail collector’s Edition» по цене $29,99. Кроме самой игры диск содержал в себе код на открытие 20 чемпионов, 4 рун и нескольких уникальных образов для чемпионов.
10 мая 2010 года стало известно, что Riot Games сами будут заниматься распространением и поддержкой игры в Европе. Для этого ими был основан европейский отдел Riot Games в Дублине.
25 февраля 2010 года было сообщено о достижении договорённости относительно распространения и поддержки League of Legends в странах Юго-Восточной Азии с ограничением доступа на их сервер с других регионов согласно лицензионному соглашению. 16 июля 2010 стало известно, что этим будет заниматься Garena. Азиатские игроки получили возможность перенести аккаунты из работающих на тот момент европейского и североамериканского серверов на собственный.
В Китае издателем League of Legends выступает одна из крупнейших телекоммуникационных компаний — Tencent. Соглашение о партнерстве Riot Games и Tencent было заключено 21 ноября 2008 года. В феврале 2011 года Tencent приобрела основную часть акций Riot Games.
В июне 2014 года Riot Games построила в Амстердаме новый собственный дата-центр, чтобы справиться с количеством игроков в Европе, загруженностью каналов и серверов.
По состоянию на 1 сентября 2016 года League of Legends имеет активные серверы для следующих стран/регионов: Россия, Восточная и Северная Европа, Западная Европа, Северная Америка, Океания, Турция, Бразилия, Южная Америка (юг), Южная Америка (север) и Япония. Эти серверы являются общедоступными для любых регионов. В то же время серверы Южной Кореи, Китая и Юго-Восточной Азии содержат ограничения на доступ к ним с других регионов. Кроме этого, работает общедоступный тестовый сервер для будущих обновлений — PBE.

## Популярность

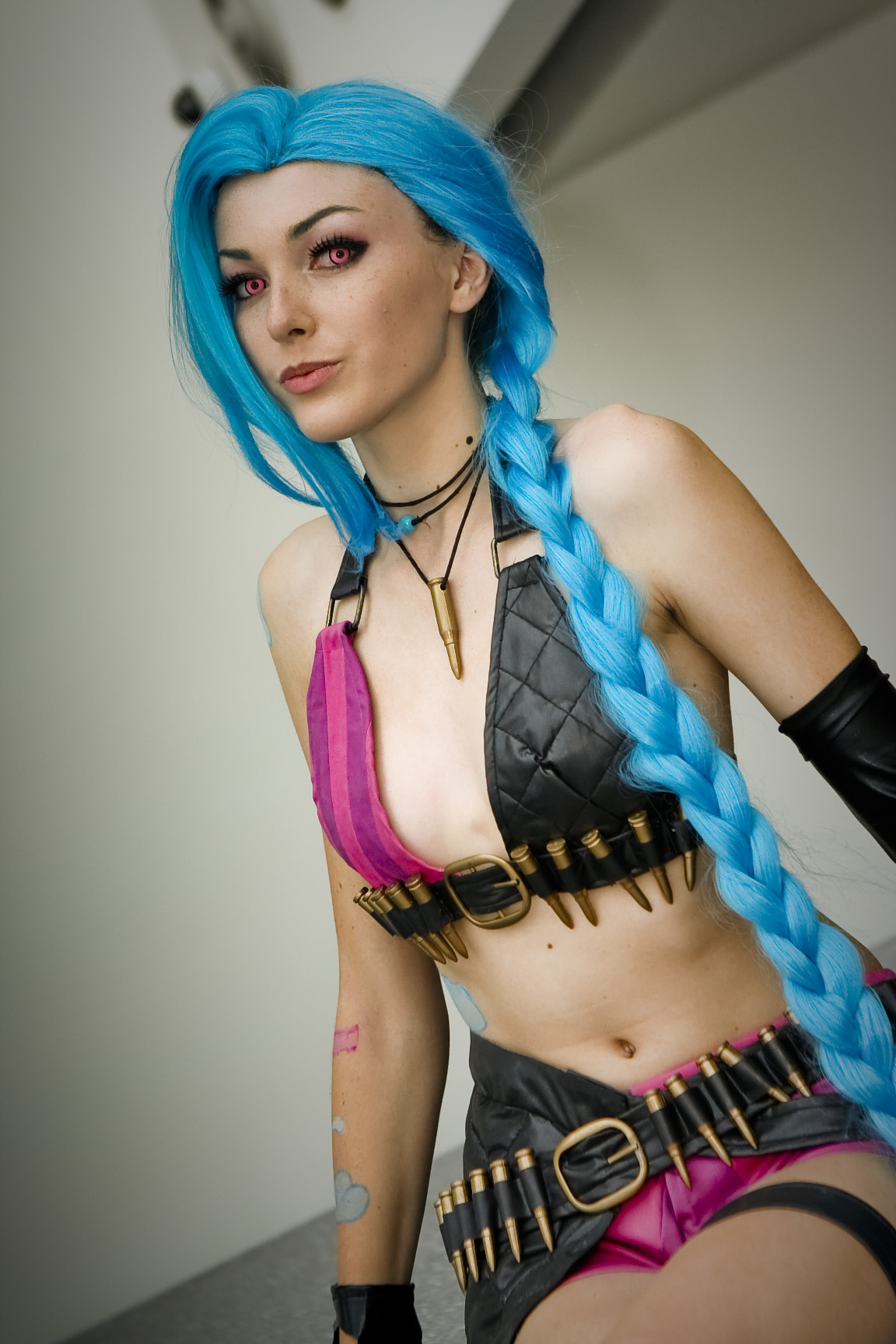
Anime Expo 2015: косплей Джинкс — одного из чемпионов игры.

По состоянию на июль 2011 года количество зарегистрированных игроков превысило 15 миллионов, а каждый день играло около полутора миллиона. По состоянию на 11 ноября 2011 года в игре было зарегистрировано 32,5 миллионов игровых аккаунтов, каждый день играло около 4,2 миллионов игроков, а средний онлайн игры составил 1,3 миллиона. По информации Riot Games в октябре 2012 каждый день играло около 12 миллионов человек, а в течение месяца — 32 миллиона. Количество зарегистрированных аккаунтов достигло 70 миллионов, максимальный онлайн — 5 миллионов. Этим самым League of Legends превзошла показатели Call of Duty и World of Warcraft. Тогда же League of Legends стала самой «играемой» видеоигрой в мире с 1 млрд сыгранных часов в месяце. По состоянию на январь 2014 года ежедневное количество игроков составляло 27 миллионов, а ежемесячная — 67 миллионов. В то же время, для сравнения, ежедневный онлайн MOBA-игры DOTA 2 составлял 642 тысячи игроков. По состоянию на сентябрь 2016 года ежемесячное число активных игроков в LoL составила 100 млн. Вторая по популярности MOBA — Dota 2 — в мае 2016 года имела 13 млн ежемесячных игроков (по данным внутреннего счётчика Steam).
В июле 2010 года начался Первый Сезон игры (Season One), мировой чемпионат которого посмотрело около 1,7 миллиона человек. Трансляции финала мирового чемпионата Лиги Легенд третьего сезона (2013 год) посмотрело 32 миллиона зрителей, что сделало его самым популярным (к тому времени) киберспортивным событием в истории. Финалы 2014 года посмотрело 27 млн человек, 2015-го — 36 млн, 2016-го — 43 млн. В 2016 году Riot Games заключили контракт с BAMTech — компанией, занимающейся аппаратным обеспечением стриминга. По контракту, BAMTech заплатит Riot Games 300 миллионов долларов до 2023 года, за эксклюзивные права на трансляцию и работу над кибеспортивными турнирами League of Legends.
Сумма осуществлённых в League of Legends с января по сентябрь 2014 года микротранзакций составила 946 миллионов долларов, в то время как за весь 2013 год их число составило $624 млн. По этому показателю League of Legends превзошла все другие онлайн-игры, в том числе всемирно известный World of Warcraft ($728 млн) и своего главного MOBA-конкурента DOTA 2 ($136 млн). В 2015 году доход тайтла составил 1,63 млрд долларов США. В 2016 году, спустя 7 лет после выхода, игра приносит своим создателям $1,7 млрд, третий год подряд становясь самой прибыльной игрой на PC.
Другие показатели популярности:
- В январе 2012 года в Тайване было зарегистрировано более миллиона игроков в League of Legends, что составляет около 5 % от населения страны[118].
- В апреле 2012 года League of Legends стала игрой #1 по популярности в Южной Корее, что подтверждается тем, что спортивные и развлекательные телеканалы отдали предпочтение трансляциям турнира по League of Legends вместо StarCraft, которые проходили одновременно[119].
- Согласно отчету Tech in Asia, League of Legends заняла второе место среди самых популярных игр в компьютерных клубах Филиппин[120].
- Согласно отчету Google, в первом полугодии 2014 года среди южнокорейских интернет-пользователей фраза «League of Legends» стала вторым по популярности поисковым запросом[121].
- Финал мирового чемпионата третьего сезона состоялся в известном «Стэйплс-центре» в Лос-Анджелесе, в июне 2014 года один из туров регулярного европейского чемпионата состоялся в Лондоне на олимпийской Арене Уэмбли[122], а финал мирового чемпионата четвёртого сезона был сыгран на стадионе «Сангам» в Сеуле, который принимал матчи футбольного Чемпионата мира[123].
- В 2013 году США приравняло профессиональных игроков в League of Legends к профессиональным спортсменам, начав выдавать им так называемые «визы атлетов» категории P-1, которые также получают игроки NBA, NFL, NHL[124][125][126]. Подобное признание считается одним из переломных моментов в истории киберспорта[127].

## Соревнования

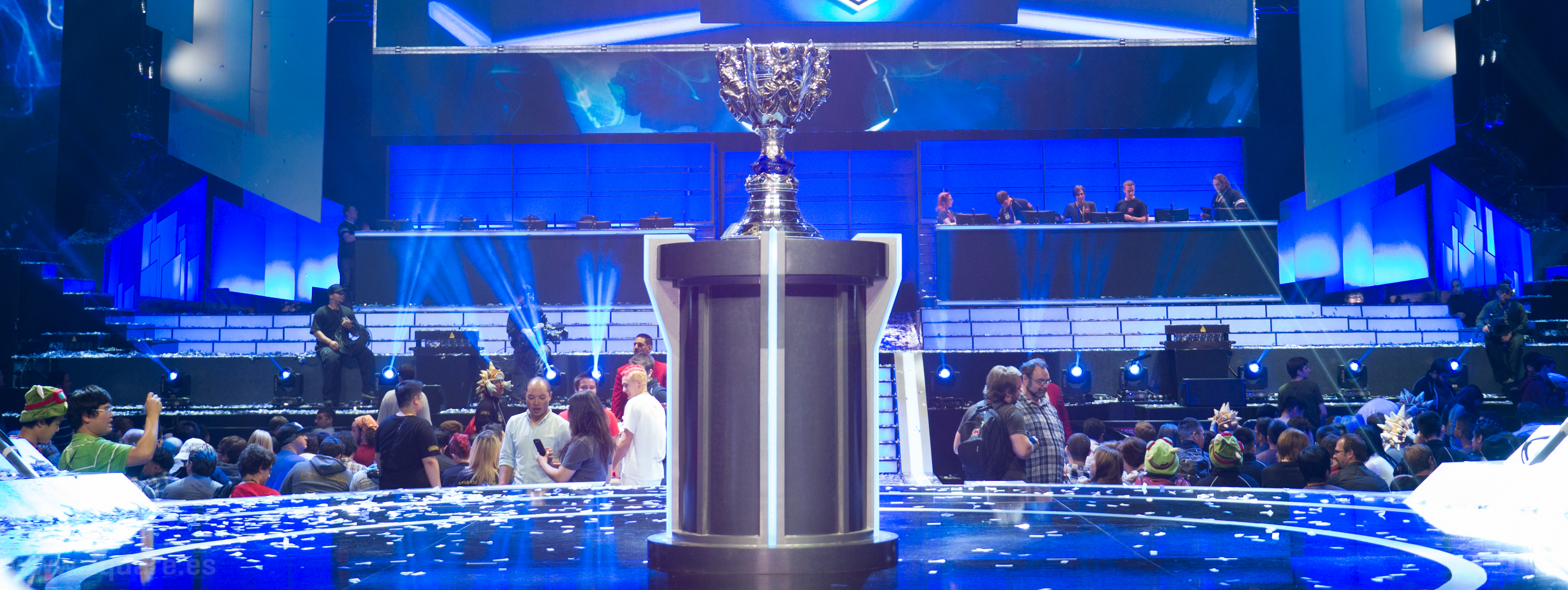
Кубок 2-го чемпионата мира по League of Legends

### Обзор
С 2011 года проводится Чемпионат мира по League of Legends. Путёвку на него получают победители летних сплитов основных профессиональных лиг, а начиная с 2013 года в турнире принимают участие отобранные коллективы из регионов International Wildcard. С 2015 года участники чемпионата мира определяются на базе рейтинга Championship Points, распределение очков в котором отличается для каждой региональной лиги.
В 5-м сезоне был введён второй по величине после Worlds турнир — Mid-Season Invitational, места в котором получали чемпионы весенних сплитов основных профессиональных лиг, а также победитель соревнования IWCI, представляющий один из регионов International Wildcard.
В 2022 году планируется проведение более трех значимых киберспортивных турниров по League of Legends, один из них — Чемпионат Мира, который состоится в октябре в несколько этапов в городах Мехико, Нью-Йорк, Торонто и Сан-Франциско. Призовой фонд составил 2,225,000 $ .

### Аудитория и призовой фонд
На Чемпионате мира 3-го сезона гран-при составил один миллион долларов, а за играми следили 32 миллиона онлайн-зрителей. Последующие чемпионаты 2014 и 2015 годов имели фонд в 2,3 миллиона долларов. Кроме денежного вознаграждения команда получает «Кубок призывателя», изготавливаемый из серебра компанией Thomas Lyte.

## Отзывы

### Рецензии
| Сводный рейтинг    | Сводный рейтинг |
| Агрегатор          | Оценка          |
| ------------------ | --------------- |
| GameRankings       | 79,16 %         |
| Metacritic         | 78 %            |
| Иноязычные издания |                 |
| Издание            | Оценка          |
| 1UP.com            | A-              |
| AllGame            | [ 140 ]         |
| Eurogamer          | [ 141 ]         |
| GameRevolution     | B+              |
| GameSpy            | [ 143 ]         |
| GameZone           | 9,0/10          |
| IGN                | 9,2/10          |

League of Legends получила в целом благоприятные отзывы, и в настоящее время имеет оценку в Metacritic 78 из 100.
IGN изначально поставили LoL 8.0 из 10 в 2009 году, отмечая приятный дизайн игры и дизайн чемпионов с хорошими возможностями настройки и живой графикой. Тем не менее, был подвергнут критике сбивающий с толку запуск игры: было высказано мнение, что игра была выпущена слишком рано, с некоторыми недостающими или наоборот лишними функциями.
Лия Б. Джексон из IGN повторно рассмотрела игру в 2014 году, изменив оценку IGN с 8,0 до 9,2. Джексон высоко оценила игру «в качестве примера передового опыта», хваля многообразие чемпионов, систему наград за прогресс в игре, и быструю, но интенсивную стратегическую командную игру.
По сравнению с другими MOBA играми, такими как Heroes of Newerth и Dota 2, Майк Минотти из VentureBeat считает игру самой легкой в обучении и имеющую самый быстрый темп игры из трёх.
В 2015 году игра была помещена на 15 строчку в «Списке 15 Лучших Игр С 2000 года» по версии USgamer.

### Награды и номинации
| Год  | Награда                                  | Категория                                                                                             | Результат |
| ---- | ---------------------------------------- | --- | --------- |
| 2009 | IGN PC Best Strategy Game 2009           | Выбор Читателей                                                                                       | Победа    |
| 2009 | GameSpy Gamers' Choice Awards 2009       | Выбор Игроков                                                                                         | Победа    |
| 2010 | 1st Game Developers Online Choice Awards | Лучшая Онлайн Технология, Изобразительное Искусство, Игровой Дизайн, Новая Онлайн Игра, Выбор публики | Победа    |
| 2010 | Golden Joystick Award                    | Онлайн Игра Года                                                                                      | Победа    |
| 2011 | Golden Joystick Award                    | Лучшая Free-to-play Игра                                                                              | Победа    |
| 2015 | BAFTA                                    | Persistent Game                                                                                       | Победа    |
| 2015 | The Game Awards 2015                     | Киберспортивная Игра Года                                                                             | Номинация |
| 2016 | Golden Joystick Award                    | Соревновательная Игра Года                                                                            | Номинация |
| 2016 | The Game Awards 2016                     | Лучшая Киберспортивная Игра                                                                           | Номинация |
| 2018 | The Game Awards 2018                     | Лучшее киберспортивное мероприятие                                                                    | Победа    |
| 2019 | The Game Awards 2019                     | Лучшее киберспортивное мероприятие, Лучшая киберспортивная дисциплина                                 | Победа    |
| 2020 | The Game Awards 2020                     | Лучшее киберспортивное мероприятие, Лучшая киберспортивная дисциплина                                 | Победа    |
| 2021 | The Game Awards 2021                     | Лучшее киберспортивное мероприятие, Лучшая киберспортивная дисциплина                                 | Победа    |
| 2022 | The Game Awards 2022                     | Лучшее киберспортивное мероприятие.                                                                   | Победа    |